# Francesc Xavier Alegre Buxeda
Francesc Xavier Alegre Buxeda, né le 28 juillet 1958, est un homme politique espagnol, anciennement membre de Ciudadanos.

## Biographie

### Vie privée
Il est marié.

### Carrière politique
Il est conseiller municipal de Sant Feliu de Llobregat de 2003 à 2011 et de 2015 à 2016.
Le 7 janvier 2016, il est désigné sénateur par le Parlement de Catalogne en représentation de la Catalogne. Il est alors l'un des premiers parlementaires nationaux de Ciudadanos. Il préside la séance constitutive de la XIIe législature du Sénat, ayant été le premier à s'accréditer. Il démissionne le 31 décembre 2020, après avoir voté favorablement le budget présenté par le gouvernement Sánchez II, en contradiction avec la posture officielle de son ancien groupe parlementaire.